# Феригра, Эрик
Эрик Стивен Феригра Бурнхам (исп. Erick Steven Ferigra Burnham; род. 7 февраля 1999, Гуаякиль) — эквадорский футболист, защитник клуба «Пасуш де Феррейра» и сборной Эквадора.

## Клубная карьера
Феригра — воспитанник испанских клубов «Келми» и «Барселона», а также итальянских «Фиорентина» и «Торино». В 2018 году он начал выступать за дублирующий состав последнего. 
Летом 2019 года Феригра для получения игровой практики на правах аренды перешёл в «Асколи». 24 августа в матче против «Трапани» он дебютировал в итальянской Серии B. После окончания аренды Феригра вернулся в «Торино».
7 июня 2021 года вернулся в Испанию, подписав контракт с «Лас-Пальмасом».

## Международная карьера
9 октября 2020 года в отборочном матче чемпионата мира 2022 против сборной Аргентины Феригра дебютировал за сборную Эквадора.